# Christopher Patte
Christopher Jeffrey M. Patte (Londra, 29 marzo 1990) è un pentatleta francese.

## Biografia
Ha frequentato l'Institut national du sport, de l'expertise et de la performance (INSEP).
Ha rappresentato la Francia ai Giochi olimpici estivi di Londra 2012, classificandosi 12º nella gara individuale.
È stato vincitore di due medaglie d'oro e due d'argento ai mondiali nella classifica a squadre.
Ha posato per il fotografo François Rousseau, che ha curato l'edizione 2011 di Dieux du Stade.

## Palmarès
- Mondiali

Kaohsiung 2013: oro a squadre;
Varsavia 2014: argento a squadre;
Mosca 2016: argento a squadre;
Alessandria d'Egitto 2022: oro a squadre;
- Giochi europei

Cracovia e Piccola Polonia 2023: argento a squadre;
- Europei

Drzonków 2013: argento a squadre;
Bath 2015: oro a squadre;
Székesfehérvár 2018: oro a squadre;
Nižnij Novgorod 2021: argento a squadre;
Székesfehérvár 2022: argento a squadre;